# Roberto Dueñas Hernández

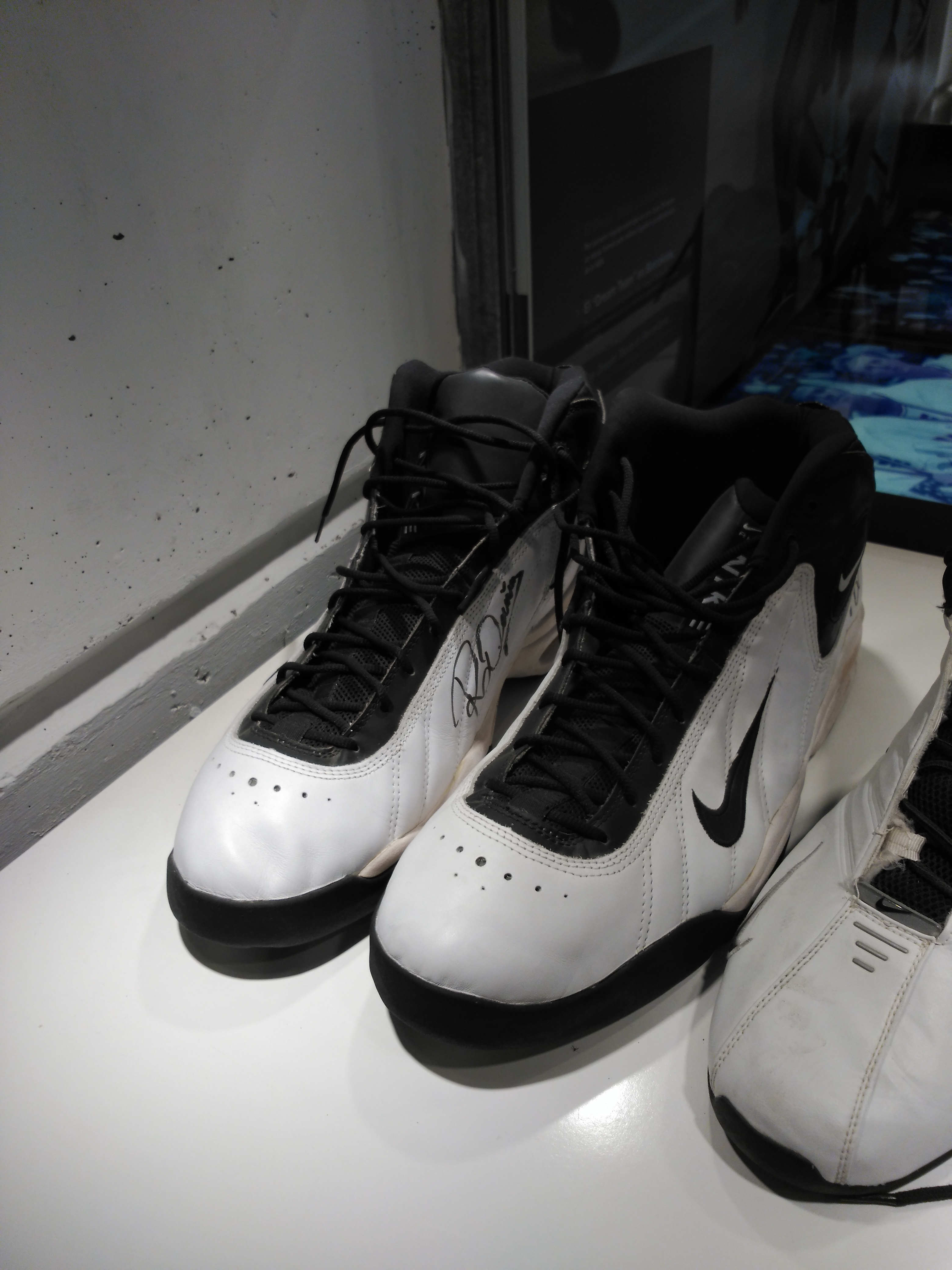
Sabatilles de Roberto Dueñas exposades al Museu Olímpic i de l'Esport

Roberto Dueñas Hernández   (Madrid, 1 de novembre de 1975) és un jugador de bàsquet espanyol dels anys 1990 i 2000, destacat pel fet de ser, en aquell moment, amb 2,21 metres d'altura, el jugador més alt del bàsquet estatal. Va triomfar al FC Barcelona jugant-hi de pivot titular durant deu anys, entre l'any 1995 i 2007, participant en la consecució de 6 lligues ACB, 2 copes del Rei de bàsquet, una Eurolliga i una Copa Korac.

## Trajectòria esportiva

### Categories inferiors
El seu primer equip va ser el juvenil del Móstoles (1992-93), després va jugar cedit al Fuenlabrada (1994-95). Va fitxar pel FC Barcelona la temporada 1994-1995 encara que, al principi, va jugar al Club Bàsquet Cornellà (1995-96), filial dels blaugranes. En aquella temporada, però, ja va arribar a participar en alguns partits del primer equip.

### Lliga ACB
A la temporada 1996-1997 ja es va incorporar definitivament amb el primer equip barcelonista. Després de completar una gran temporada a la Lliga ACB, el mateix any va ser elegit al Draft de l'NBA de 1997 (a la segona ronda, el número 58) pels Chicago Bulls. Posteriorment, els seus drets van ser transferits als New Orleans Hornets. Dueñas, això no obstant, va cancel·lar l'oferta d'anar a jugar a l'NBA i optà per seguir jugant al FC Barcelona.
Roberto Dueñas es va convertir, gràcies a la seva impressionant altura (2,21 m.), pes (141 kg) i envergadura, en un dels pivots més determinants del bàsquet europeu, i contribuí decisivament als èxits tant del seu equip com de la selecció d'Espanya de bàsquet. Això no obstant, els seus problemes crònics de l'espatlla el van apartar cada vegada més de les pistes, obligant-lo a passar en diverses ocasions per la sala d'operacions.
L'any 2001 Dueñas renovà el seu contracte amb el Barcelona per cinc temporades, encara que el club blaugrana va incloure una clàusula al contracte segons la qual el club reservava uns dies de marge al concloure cada temporada per comunicar-li si continuava o no a les seves files, en funció del seu estat físic.
El 5 de juliol de 2005 el FC Barcelona li va comunicar la rescissió del seu contracte, en el marc de la profunda renovació de plantilla portada a cap del nou director tècnic del bàsquet blaugrana, Zoran Savić, i el nou entrenador, Duško Ivanović.
Després de marxar del FC Barcelona, Roberto Dueñas fixà per l'Akasvayu Girona, club que s'estava reforçant amb grans fitxatges, com el base de l'NBA Raül López.
Després de jugar durant una temporada a Girona, amb l'arribada del tècnic serbi Pešić Dueñas va veure que no comptaven amb ell i fitxà pel Joventut de Badalona, on va jugar a l'Eurolliga i l'ACB, fins que a l'abril, va ser cedit al Club Bàsquet Prat en teoria, fins a final de la temporada, amb la intenció d'agafar una bona forma de joc per a poder afrontar els play-offs de l'ACB en la lluita pel títol, però després de jugar un sol partit amb el CB Prat, es negà a continuar a l'equip i tornà a incorporar-se al Joventut de Badalona.

## Trajectòria post-esportiva
Després de la seva carrera professional Roberto Dueñas ha seguit vinculat al F.C Barcelona. Des de 2016 és coordinador de la "Barça Escola".

## Clubs
- CB Móstoles (juvenil): 1992-1994.
- CB Fuenlabrada (segona divisió): 1994-1995.
- CB Cornellà (EBA): 1995-1996.
- FC Barcelona (ACB): 1996-2005.
- Askavayu Girona (ACB): 2005-2006.
- DKV Joventut (ACB): 2006- abril 2007
- Cedit del Club Joventut de Badalona al CB Prat (LEB-2)
- DKV Joventut (ACB): abril 2007 - juny 2007

## Palmarès
- 1 Eurolliga: 2002-2003.
- 6 Lligues ACB: 1995/1996, 1996/1997, 1998/1999, 2000/2001, 2002/2003, 2003/2004.
- 2 Copes del Rei: 2000/2001, 2002/2003.
- 1 Copa Korac: 1998/1999.
- 2 Lliga Nacional Catalana ACB: 2000/2001, 2001/2002.
- 1 medalla de plata a l'Eurobasket de París 99.
- MVP de les Finals de la Lliga ACB de 1997.
- Tres cops participant de l'All-Star de l'ACB (Càceres 96, Múrcia 98 i Manresa 99).